# Кадж-е-Мохаммад-Ґавабар
Кадж-е-Мохаммад-Ґавабар (перс. كج محمدگوابر) — село в Ірані, у дегестані Рахімабад, у бахші Рахімабад, шагрестані Рудсар остану Ґілян. За даними перепису 2006 року, його населення становило 50 осіб, що проживали у складі 15 сімей.

## Клімат
Середня річна температура становить 13,77 °C, середня максимальна – 27,57 °C, а середня мінімальна – -0,22 °C. Середня річна кількість опадів – 853 мм.
| Клімат поселення                              | Клімат поселення | Клімат поселення | Клімат поселення | Клімат поселення | Клімат поселення | Клімат поселення | Клімат поселення | Клімат поселення | Клімат поселення | Клімат поселення | Клімат поселення | Клімат поселення | Клімат поселення |
| Показник                                      | Січ.             | Лют.             | Бер.             | Квіт.            | Трав.            | Черв.            | Лип.             | Серп.            | Вер.             | Жовт.            | Лист.            | Груд.            |                  |
| Середній максимум, °C                         | 10,74            | 10,07            | 11,34            | 16,39            | 20,97            | 25,76            | 27,57            | 27,37            | 23,37            | 20,08            | 15,52            | 11,38            |                  |
| Середня температура, °C                       | 5,60             | 4,93             | 6,20             | 11,25            | 15,82            | 20,63            | 23,50            | 23,31            | 19,30            | 16,01            | 11,44            | 7,31             |                  |
| Середній мінімум, °C                          | 0,45             | −0,22            | 1,04             | 6,10             | 10,66            | 15,48            | 19,44            | 19,23            | 15,24            | 11,95            | 7,38             | 3,25             |                  |
| Норма опадів, мм                              | 70               | 65               | 77               | 51               | 47               | 31               | 27               | 39               | 88               | 153              | 112              | 93               |                  |
| Середньомісячна швидкість вітру, м/с          | 2.24             | 2.49             | 2.58             | 2.49             | 2.36             | 2.16             | 2.20             | 2.16             | 2.04             | 2.05             | 2.10             | 2.12             |                  |
| Середньомісячна сонячна радіація, кДж/м²·день | 7432             | 9489             | 11601            | 15545            | 19203            | 20728            | 21359            | 18297            | 14926            | 10919            | 8902             | 7038             |                  |
| --------------------------------------------- | ---------------- | ---------------- | ---------------- | ---------------- | ---------------- | ---------------- | ---------------- | ---------------- | ---------------- | ---------------- | ---------------- | ---------------- | ---------------- |
| Джерело:                                      |                  |                  |                  |                  |                  |                  |                  |                  |                  |                  |                  |                  |                  |